# Cephalotes brevispineus
Espèce
Cephalotes brevispineus est une espèce éteinte de fourmis arboricoles du genre Cephalotes, caractérisée par une tête surdimensionnée et plate ainsi que des pattes plus plates et plus larges que leurs cousines terrestres. Elles avaient la capacité de se « parachuter » en guidant leur chute libre d'un arbre avec leurs membres,. Elles pouvaient ainsi se déplacer d'un arbre à un autre dans une forêt.
Les traces et spécimen principaux de cette espèce dont on dispose actuellement se retrouvent notamment dans de l'ambre du Miocène (16-19Ma).